# Флогита (дем Неа Пропонтида)
(Неа) Флогита или Флойта (на гръцки: Φλογητά) е село в Егейска Македония, Гърция, в дем Неа Пропонтида, административна област Централна Македония. Флогита има население от 1520 души (2001).

## География
Флогита е разположено в югозападния край на Халкидическия полуостров, на брега на Солунския залив. Флогита на практика е слято с Неа Плагия.

## История
Селото е основано през 1920-те години от бежанци от Флогита или Флойта, днес Сувермез, Кападокия.